# Daniel Efraim Dazcal
Daniel Efraim Dazcal (Buenos Aires, 1951 ou 1952 — São Paulo, 26 de maio de 1994) foi um engenheiro argentino, responsável por fundar a empresa brasileira de brinquedos e jogos eletrônicos Tectoy.
Veio para o Brasil em 1975, acompanhado de sua esposa, para trabalhar na implantação da fábrica de televisores da Sharp na Zona Franca de Manaus.
Na metade da década de 1980, muitas empresas brasileiras enfrentavam dificuldades ao trabalhar com componentes sofisticados como chips e circuitos integrados, necessitando de adaptações ou da terceirização do serviço. Na esteira dessa necessidade, Dazcal, já vice-presidente da Sharp no Brasil, decide deixar o emprego para atuar como consultor na área de eletrônicos. Durante os quatro meses em que trabalhou como autônomo, foi em busca de setores com pouca penetração de componentes eletrônicos para oferecer seus serviços. Nesse período, percebeu que uma categoria em especial ainda não havia incorporado a alta tecnologia: os brinquedos.
Em vez de oferecer seu expertise para a líder de mercado, a Estrela, Dazcal decidiu iniciar uma empreitada própria. Dessa forma, chamou o empresário Leo Kryss, da Evadin, para entrar no negócio e compor a empresa como diretor. Dessa forma, em 18 de setembro de 1987, estava fundada a Tectoy.
Morreu em 26 de maio de 1994, aos 42 anos. Na presidência da Tectoy, foi sucedido por Stefano Arnhold. A empresa criou, em sua homenagem, a Fundação Daniel Dazcal, envolvida em processos de permacultura na Amazônia.